# Корсаково (Бурятия)
Корса́ково — село в Кабанском районе Бурятии. Административный центр сельского поселения «Корсаковское».

## География
Расположено на правобережье реки Селенги, к северу от районного центра, села Кабанска, в 22 км по прямой и в 50 км по автодороге через селенгинский мост у села Тресково. Находится в 4 км к северо-западу от села Кудара, на юго-восточной окраине дельты Селенги.

## Население
| 2002 | 2010 | 2012 | 2013 | 2014 | 2015 | 2016 |
| ---- | ---- | ---- | ---- | ---- | ---- | ---- |
| 660  | ↘635 | ↘621 | ↘612 | ↘608 | ↘581 | ↗585 |
| 2017 | 2018 | 2019 | 2020 | 2021 | 2023 | 2024 |
| ↘581 | ↘569 | ↘558 | ↘552 | ↘527 | ↘522 | ↗526 |

## История
Село основано в первой половине 1860-х годов. На левом берегу реки Харауз поселился тайша Яков Березовский и Николай Хамаганов.  В 1866 году была построена церковь Св. Апостолов Петра и Павла. Новое село назвали Карсаковское в честь генерал-губернатора Восточной Сибири М. С. Корсакова .

## Инфраструктура
Администрация сельского поселения, средняя общеобразовательная школа, фельдшерско-акушерский пункт.

## Известные люди
- В селе родился Борбоев, Леонтий Абзаевич - российский бурятский религиозный деятель, Верховный шаман Бурятии (1983-2014)[16].